# Mainland, Shetlandsöarna

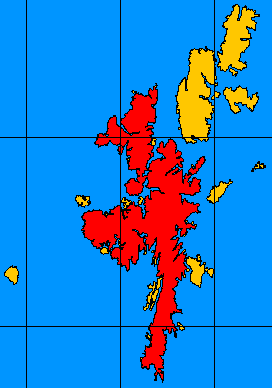
Shetland Mainland - lägeskarta

Mainland är huvudö i Shetlandsöarna som är en del av Skottland. Mainland har ett yta av 970 km² och hade 2001 17 550 invånare. På ön finns Shetlands enda burgh, det vill säga en gammal befäst stad, Lerwick som har viktiga färje- och flygförbindelser med omgivande öar och hamner.
Mainland brukar delas upp i fyra områden. 
1. South Mainland, den långa södra halvön söder om Lerwick med en blandning av hedar och jordbruksmark. Här finns många viktiga arkeologiska fyndplatser.
2. Central Mainland mitt på ön med mer jordbruksmark och planterad skog.
3. West Mainland - Shetland soliga sida - vars lochs, vikar och bukter nästan separerar det från huvudön.
4. Nothern Mainland med halvön Northmavine som består av vildmark med hedar och klippiga kuster. På Nothern Mainland finns också en oljedepå - en av Shetlands största arbetsgivare.